# Johnny Gaudreau
John Michael "Johnny" Gaudreau, född 13 augusti 1993 i Salem, New Jersey, död 29 augusti 2024 i Oldmans Township i Salem County, New Jersey, var en amerikansk professionell ishockeyforward.

## Karriär

### Klubbkarriär
Gaudreau spelade totalt 763 matcher med Calgary Flames och Columbus Blue Jackets i National Hockey League (NHL).  Gaudreau valdes av Flames i fjärde rundan som 104:e spelare totalt vid NHL Entry Draft 2011. Han spelade sedan med Boston College Eagles i National Collegiate Athletic Association (NCAA) mellan 2011 och 2014 innan han gjorde NHL-debut med Flames 2014.
Under smeknamnet Johnny Hockey vann han utmärkelsen Hobey Baker Award för bästa spelare i NCAA och under sin första NHL-säsong 2014-15 blev han uttagen till NHL All-Star Game 2015 samt vann Calder Memorial Trophy som NHL's bästa rookie. Han vann även Lady Byng Memorial Trophy säsongen 2016-17 för gentlemannamässigt uppträdande. Säsongen 2022/2023 slutade Gaudreau på andra plats i NHL:s poängliga med 115 poäng, endast slagen av Connor McDavid.

### Internationellt
Gaudreau spelade fem VM-turneringar för USA, med en bronsmedalj från 2018 som bästa resultat. Han var också med i World Cup i ishockey 2016 där han spelade med Lag Nordamerika, ett lag med unga spelare från USA och Kanada. Han var också med i det amerikanska lag som vann guld vid Junior-VM i ishockey 2013.

## Död
Den 29 augusti 2024 blev Gaudreau och hans yngre bror Matthew påkörda av en bil då de var ute och cyklade i New Jersey, bägge bröderna omkom.

## Statistik

### Klubbkarriär
| 2009–2010  | Team Comcast                    | T1EHL      | 48  | 29  | 29  | 58  | 16  | —  | —  | —  | —  | —  |
| 2009–2010  | Team Comcast                    | AYHL       | 16  | 13  | 13  | 26  | 10  | —  | —  | —  | —  | —  |
| 2009–2010  | Gloucester Catholic High School | HS-NJ      | 14  | 21  | 27  | 48  |     | —  | —  | —  | —  | —  |
| 2010–2011  | Dubuque Fighting Saints         | USHL       | 60  | 36  | 36  | 72  | 36  | 11 | 5  | 6  | 11 | 6  |
| 2011–2012  | Boston College Eagles           | HE         | 44  | 21  | 23  | 44  | 10  | —  | —  | —  | —  | —  |
| 2012–2013  | Boston College Eagles           | HE         | 35  | 21  | 30  | 51  | 29  | —  | —  | —  | —  | —  |
| 2013–2014  | Boston College Eagles           | HE         | 40  | 36  | 44  | 80  | 14  | —  | —  | —  | —  | —  |
| 2013–2014  | Calgary Flames                  | NHL        | 1   | 1   | 0   | 1   | 0   | —  | —  | —  | —  | —  |
| 2014–2015  | Calgary Flames                  | NHL        | 80  | 24  | 40  | 64  | 14  | 11 | 4  | 5  | 9  | 6  |
| 2015–2016  | Calgary Flames                  | NHL        | 79  | 30  | 48  | 78  | 18  | —  | —  | —  | —  | —  |
| 2016–2017  | Calgary Flames                  | NHL        | 72  | 18  | 43  | 61  | 4   | 4  | 0  | 2  | 2  | 0  |
| 2017–2018  | Calgary Flames                  | NHL        | 80  | 24  | 60  | 84  | 26  | —  | —  | —  | —  | —  |
| 2018–2019  | Calgary Flames                  | NHL        | 82  | 36  | 63  | 99  | 24  | 5  | 0  | 1  | 1  | 2  |
| 2019–2020  | Calgary Flames                  | NHL        | 70  | 18  | 40  | 58  | 12  | 10 | 4  | 3  | 7  | 0  |
| 2020–2021  | Calgary Flames                  | NHL        | 56  | 19  | 30  | 49  | 6   | —  | —  | —  | —  | —  |
| 2021–2022  | Calgary Flames                  | NHL        | 82  | 40  | 75  | 115 | 26  | 12 | 3  | 11 | 14 | 2  |
| 2022–2023  | Columbus Blue Jackets           | NHL        | 80  | 21  | 53  | 74  | 22  | —  | —  | —  | —  | —  |
| 2023–2024  | Columbus Blue Jackets           | NHL        | 81  | 12  | 48  | 60  | 22  | —  | —  | —  | —  | —  |
| NHL totalt | NHL totalt                      | NHL totalt | 763 | 243 | 500 | 743 | 176 | 42 | 11 | 22 | 33 | 10 |

### Internationellt
| År            | Lag             | Turnering     | Resultat      |    | Matcher | Mål | Assist | Poäng | Utv |
| ------------- | --------------- | ------------- | ------------- | -- | ------- | --- | ------ | ----- | --- |
| 2010          | USA             | U18           | 2             | 5  | 2       | 2   | 4      | 0     |     |
| 2013          | USA             | JVM           | 1             | 7  | 7       | 2   | 9      | 4     |     |
| 2014          | USA             | VM            | 6:a           | 8  | 2       | 8   | 10     | 2     |     |
| 2016          | Lag Nordamerika | WCH           | 5:a           | 3  | 2       | 2   | 4      | 0     |     |
| 2017          | USA             | VM            | 5:a           | 8  | 6       | 5   | 11     | 0     |     |
| 2018          | USA             | VM            | 3             | 10 | 1       | 8   | 9      | 12    |     |
| 2019          | USA             | VM            | 7:a           | 6  | 1       | 1   | 2      | 2     |     |
| 2024          | USA             | VM            | 5:a           | 8  | 3       | 8   | 11     | 0     |     |
| Junior totalt | Junior totalt   | Junior totalt | Junior totalt | 12 | 9       | 4   | 13     | 4     |     |
| Senior totalt | Senior totalt   | Senior totalt | Senior totalt | 43 | 15      | 32  | 47     | 16    |     |